# Tribunale internazionale delle donne per i crimini di guerra
Il Tribunale internazionale delle donne per i crimini di guerra, ufficialmente Tribunale internazionale delle donne per i crimini di guerra e la schiavitù sessuale commessi dai militari giapponesi, è stato un tribunale di opinione internazionale, organismo indipendente non giurisdizionale costituito nel 2000. 

## Costituzione del Tribunale
La proposta della costituzione del tribunale venne avanzata, nel corso della Conferenza asiatica sulla solidarietà femminile di Seul, nel 1998, dall'associazione Violence Against Women in War-Network Japan (VAWW-NET Japan) per far seguito alla questione delle cosiddette donne di conforto (giovani donne asiatiche, soprattutto coreane, deportate e costrette alla prostituzione dall'esercito giapponese) e, nello specifico, al Processo di Tokyo (1946-1948), preso in carico dal Tribunale militare internazionale per l'Estremo Oriente. Nel corso del processo di Tokyo, infatti, la violenza sessuale contro le donne non era stata considerata come un crimine di guerra. La proposta riscosse consenso unanime tra le rappresentanti.
Il comitato organizzatore venne composto da rappresentanti delle organizzazioni femminili dei paesi occupati dal Giappone (Cina, Taiwan, Indonesia, Filippine, Corea), dall'associazione giapponese VAWW-NET e da un comitato consultivo internazionale composto da rappresentanti provenienti da tutto il mondo
Dopo la fase preparatoria il Tribunale si riunì a Tokyo dall'8 al 12 dicembre 2000. Vi presero parte 64 sopravvissute di 8 diversi paesi, i partecipanti furono oltre 5000. Tra i membri del tribunale Gabrielle Kirk McDonald in precedenza presidente del Tribunale penale internazionale per l'ex-Jugoslavia, Vitit Muntarbhorn, ex rappresentante ONU per la lotta contro la prostituzione infantile, Gay McDougall, rappresentante delle Nazioni Unite, e Patricia Viseur Sellers, consigliera della Corte penale internazionale. Il governo giapponese rifiutò di partecipare.

## Scopi
Il Tribunale nacque con l'intento di porre rimedio alla poca considerazione che i giudici del Processo di Tokyo avevano avuto nei confronti delle donne di conforto e, più in generale, nei confronti dei crimini sessuali durante il conflitto. Nelle intenzioni degli organismi promotori l'obiettivo del tribunale doveva essere quello di
Venne infatti enfatizzato che il Processo di Tokyo aveva utilizzato le accuse incentrate sui crimini di genere o di origine sessuale esclusivamente come un termine di paragone per capire le dimensioni dell'aggressività e la crudeltà del Giappone nei confronti delle popolazioni locali. Molte delle violenze carnali che rientrano nella categoria dei crimini sessuali durante i conflitti armati propriamente detti sono state definite in modo ufficiale, e quindi riconosciute come crimini imputabili presso i Tribunali, solo in seguito ai Tribunali penali internazionali per il Ruanda e per l'ex-Jugoslavia. Gli stessi crimini sessuali durante i conflitti armati sono, comunque, scarsamente definiti dalla giurisprudenza internazionale.
Il Tribunale internazionale delle donne fece una chiara distinzione tra responsabilità individuale e di Stato, mentre il Processo di Tokyo non presentava questa distinzione e si concentrava esclusivamente sulla responsabilità individuale. Più precisamente, la Carta del Tribunale Internazionale delle donne dedica l'Articolo 3 alla responsabilità individuale e l'Articolo 4 alla responsabilità di Stato, elencando i criteri, tra cui vi sono atti o omissioni compiuti dallo Stato, per i quali la responsabilità di Stato è considerata come tale e, quindi, applicabile.
Il Tribunale si oppose apertamente, tramite l'Articolo 6 della propria Carta, anche allo Statuto del Processo di Tokyo e alla decisione del Governo giapponese di applicare la prescrizione per i crimini che rientrano, genericamente, nella categoria dei crimini sessuali durante un conflitto armato, inclusi i crimini subiti dalle donne di conforto. 
Considerando le accuse di false testimonianze, il Tribunale si prefissò l'obiettivo di indicare anche, seppur non troppo nello specifico, le modalità per l'accertamento dei fatti da presentare ai giudici. L'Articolo 9 della Carta elenca, quindi, le tipologie di prove che possono essere considerate valide dal Tribunale: 
(b) testimonianze personali: Testimonianze scritte o orali dei sopravvissuti e dei testimoni, dichiarazioni di testimoni esperti; 
(c) prove materiali: Ulteriori prove fisiche e materiali considerate rilevanti.»
Un altro articolo della Carta del Tribunale Internazionale delle Donne che è considerato fondamentale nel caso delle donne di conforto, e che può essere considerato come un precedente per la considerazione nei confronti delle vittime di crimini sessuali durante i conflitti armati, è l'Articolo 13. Tale articolo, difatti, enfatizza l'importanza dell'incolumità delle vittime, stabilendo nel contempo che debba essere il Tribunale Internazionale delle donne ad assumersi la responsabilità di proteggere sia le vittime sia i testimoni dei crimini, offrendo la possibilità, ove necessario, di partecipare al processo per via telematica, senza così doversi recare personalmente in Tribunale ed evitare, quindi, di incorrere in incidenti che potrebbero compromettere l'incolumità delle persone coinvolte.

## La sentenza
Il Tribunale Internazionale delle Donne, pur non avendo il potere di applicare il proprio verdetto (emesso nel dicembre 2001 a L'Aia), riuscì per la prima volta a condannare l'imperatore Hirohito, altri nove alti ufficiali e lo stesso Stato giapponese per crimini contro l'umanità.
Per la prima volta venne utilizzata una prospettiva di genere rifiutando la logica che aveva indotto tribunali precedenti a lasciare impunita la violenza sessuale commessa durante una guerra: lo stupro non era "una normale consuetudine maschile di guerra" ma un crimine contro le donne che doveva essere perseguito. Venne abbandonata ogni prospettiva di carattere nazionalistico e nell'elenco delle vittime e delle testimonianze sulla schiavitù sessuale vennero inserite anche donne di conforto giapponesi. La politica seguita dal governo nipponico di indennizzare le vittime attraverso un fondo appositamente costituito venne considerata di conseguenza del tutto inadeguata
Il Tribunale riuscì a far raggiungere al caso delle donne di conforto visibilità internazionale, combattendo al contempo il revisionismo di Stato tendente a sminuire la portata dei crimini commessi.
Il governo giapponese, la cui politica veniva delegittimata dalla sentenza, cercò di limitare la diffusione di informazioni sul processo. In particolare vennero esercitate pressioni sull'emittente televisiva NHK per edulcorare un documentario sull'attività del tribunale intitolato Quesiti sulla violenza sessuale bellica. Il documentario venne effettivamente trasmesso pesantemente modificato. La vicenda provocò una controversia legale e un dibattito tra l'emittente televisiva e il quotidiano Asahi Shinbun sui rapporti tra libertà di stampa e condizionamenti politici